# Charlie Norwood
Charles Whitlow "Charlie" Norwood, född 27 juli 1941 i Valdosta, Georgia, död 13 februari 2007 i Augusta, Georgia, var en amerikansk republikansk politiker. Han var ledamot av USA:s representanthus från och med 1995 fram till sin död.
Norwood avlade 1964 sin kandidatexamen vid Georgia Southern University och 1967 sin tandläkarexamen vid Georgetown University. Han tjänstgjorde i USA:s armé 1967-1969 och arbetade sedan som tandläkare.
Norwood besegrade sittande kongressledamoten Don Johnson Jr. i kongressvalet 1994. Han omvaldes sex gånger och avled i ämbetet. Norwoods grav finns på Westover Park Memorial Cemetery i Augusta.